# Marc Laidlaw

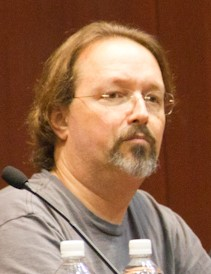
Marc Laidlaw (2011)

Marc Laidlaw (ur. 1960) – amerykański pisarz horrorów i fantastyki naukowej oraz były projektant gier komputerowych dla Valve Software.

## Życiorys
Laidlaw urodził się w 1960 i dorastał w Laguna Beach w Kalifornii. Uczęszczał do University of Oregon, gdzie spróbował programowania poprzez karty dziurkowane, czym się później zraził. Jego pierwsza powieść, Dad's Nuke, została wydana w 1985.
Do czasu wydania gry Myst Laidlaw nie interesował się tworzeniem gier komputerowych. Myst spowodowała u niego ogromne zainteresowanie grami, przez co napisał w 1996 książkę The Third Force (1996), powieść o świecie stworzonym na potrzeby gry Gadget. Jego ulubioną grą wszech czasów jest Thief: The Dark Project.
Znalazł pracę w Valve Software, gdy tworzona była gra Half-Life (1998). Pracował nad jej fabułą i projektem poziomów. Następnie pracował nad dodatkami do gry Half-Life oraz nad Half-Life 2.
Dzielił biuro w Valve z twórcami strony Old Man Murray, Erikiem Wolpawem (zwycięzcą nagrody GDC w 2006 za współtworzenie scenariusza gry Psychonauts) i Chetem Faliszkiem.

## Twórczość

### Książki
- Dad's Nuke (1985)
- Neon Lotus (1988), nominowana w 1988 do nagrody Philipa K. Dicka
- Kalifornia (1993)
- The Orchid Eater (1994)
- The Third Force (1996)
- The 37th Mandala (1996), nominowana w 1997 do Nagrody World Fantasy oraz nagrodzona w 1996 International Horror Guild Award
- White Spawn (2015)
- Underneath the Oversea (2018)

### Opowiadania
- Lotny (Half-Life; wydana w zbiorze Kroki w nieznane. Almanach fantastyki 2013[1])